# Metaloexopeptidase
Uma metaloexopeptidase é um tipo de enzima a qual atua como uma metaloproteínase exopeptidase. Número EC: 3.4.17
O termo "metalocarboxipeptidase" é algumas vezes usado para descrever uma metaloexopeptidase carboxipeptidase.